# Yaribeth Ulacio
Yaribeth Ulacio (Caracas, Venezuela, 10 de enero de 1993) es una futbolista profesional venezolana, se desempeña en el terreno de juego como defensa central y su actual equipo es el FFC Vorderland de la 2. Frauenliga Austria.

## Clubes
| Club                      | País      | Año           |
| ------------------------- | --------- | ------------- |
| Caracas FC                | Venezuela | 2010-2012     |
| Estudiantes de Guarico FC | Venezuela | 2012-2016     |
| FFC Vorderland            | Austria   | 2017-presente |

## Participación internacional
Ha vestido en 17 ocasiones la camiseta de la selección mayor femenina de Venezuela.

### Participaciones en Copas del Mundo
| Mundial                         | Sede              | Resultado    |
| ------------------------------- | ----------------- | ------------ |
| Mundial Femenino sub-17 de 2010 | Trinidad y Tobago | Primera fase |

## Palmarés
- Liga Nacional de Fútbol Femenino de Venezuela 2010 - Campeona
- Liga Nacional de Fútbol Femenino de Venezuela 2011 - Campeona
- Liga Nacional de Fútbol Femenino de Venezuela 2012 - Campeona
- Liga Nacional de Fútbol Femenino de Venezuela 2013 - Campeona
- Liga Nacional de Fútbol Femenino de Venezuela 2015 - Campeona
- Copa Libertadores Femenina 2016 - Subcampeona